# 内山龍雄
内山 龍雄（うちやま りょうゆう、1916年（大正5年）8月28日 - 1990年（平成2年）8月30日）は、日本の物理学者（理論物理学）。重力場を含む一般ゲージ場の創設者。第14代大阪大学理学部長。大阪大学名誉教授。理学博士（大阪大学・論文博士・1951年）。

## 研究

### ゲージ場
1954年ごろまでに、楊振寧、ロバート・ミルズとは別に重力と電磁力を結び付ける一般ゲージ理論（非可換ゲージ理論）の研究を完成させていた。同年京都大学基礎物理学研究所でのワークショップで発表したものの、反応は否定的で支持を得られなかった。（　L O'Raifeartaigh"The Dawning of Gauge THeory"Princeton Univ.
Press,p208-209, 『龍雄先生の冒険』窮理舎（痛恨の記））国外では、ヴォルフガング・パウリが1953年には、非可換ゲージ理論を完成させていたが、こちらもゲージボソンに質量を与える方法が分からないという理由で論文発表を控えていた。
このため、1954年10月の楊とミルズの論文に対して発表が遅れ、プライオリティは得られなかった。プリンストン高等研究所へ赴任直後に楊-Millsの論文を知り愕然とし、一時発表を放棄するが、気を取り直しゲージ場の一般論として論文をまとめ直した。1955年7月に Physical Reviewに受理され、翌1956年に出版された。その後は、大阪大学において、一般相対性理論や場の理論の講義を通じて、後進の育成に努めた。

## エピソード
翻訳書の序文で『昔から他国の学者の書いた書物の翻訳書を出すような者に一流の学者はいないと相場がきまっている。したがって本書を出すことは私にとってはまことにプライドをきずつけることで、本来なら、したくないことである。』と述べている。
病床では「自分の生涯の目標であったアインシュタインやディラックをついに追い越せなかったのが残念だ」と述懐。死の床にいながらも手近の紙片を利用して計算した跡があった。

## 経歴
- 1916年8月28日 静岡県静岡市に生まれる
- 静岡県立静岡中学校[7]、旧制静岡高等学校を経て大阪帝国大学に進学
- 1940年3月に大阪帝国大学理学部物理学科を卒業と同時に同大学副手に。その後、爾来助手、講師、助教授
- 1951年　理学博士（大阪大学）「On the covariant formalism of the quantum theory of fields(素粒子論、場の量子論の共変形式)」
- 1953年 戦後初めての国際理論物理学会議の組織委員
- 1954年5～6月頃、楊振寧、ロバート・ミルズとは別に一般ゲージ理論の研究を完成させ、京大基礎物理学研究所で開催された小さな研究会で口頭発表していたが、1954年10月の楊（ノーベル物理学賞受賞者）とミルズの論文に対して発表が遅れたためにプライオリティは得られなかった
- 1954年8月からプリンストン高等研究所に研究員として渡米し、場の理論の発展に努めた
- 1955年10月 大阪大学教授
- 1956年 ゲージ場の一般論 (Invariant Theoretical Interpretation of Interaction, R.Utiyama, Phys.Rev.101 (1956) 1597-1607)
- 1964年6月 量子化された物質場と相互作用する古典重力場の繰り込み理論に対して重力研究財団論文賞2位[8]
- 1978年4月～1980年まで大阪大学理学部学部長
- 1980年に定年退官し、大阪大学名誉教授となる
- 1980年4月から帝塚山大学教授
- 1982年から帝塚山大学長
- 1982年 ゲージ理論と重力に関する国際会議組織委員
- 1983年3月 ゲージ場の一般論で東レ科学技術賞
- 1988年に学長の任期満了とともに退職。その後もいくつかの大学において相対論の講義を行った
- 1989年4月 勲二等旭日重光章を授与
- 1989年7月10日 雨中の歩道で足を滑らせて、左大腿骨を複雑骨折して、救急車で入院
- 1989年9月 退院
- 1990年6月 再手術
- 1990年7月11日 胃ガンのために開腹手術したが、胃以外にもかなり広く転移していた
- 1990年8月30日 胃ガンのため奈良市恵王病院にて死去。享年74。叙従三位。

## 著書
- 『相対性理論』岩波書店〈岩波全書〉、1977年3月。
- 『一般相対性理論』裳華房〈物理学選書15〉、1978年7月。ISBN 4-7853-2315-9。
- 『相対性理論入門』岩波書店〈岩波新書〉、1978年10月。ISBN 4-00-420063-6。
- 『物理学はどこまで進んだか　相対論からゲージ論へ』岩波書店〈岩波現代選書 NS 536〉、1983年9月。
- 『相対性理論』岩波書店〈物理テキストシリーズ8〉、1987年1月。ISBN 4-00-007748-1。
- 『一般ゲージ場論序説』岩波書店、1987年11月。ISBN 4-00-005040-0。
- 『伏見康治著作集』 8巻、みすず書房、1988年4月。ISBN 4-622-00828-9。

## 共著・編著・共編書
- 伏見康治編 編『量子統計力学』 第4巻、共立出版〈近代物理学全書〉、1948年。 - 「B.量子統計力学」（西山敏之・庄司一郎共著）収録。
- 伏見康治編 編『現代物理学の諸問題』増進堂、1949年。 - 「素粒子論」収録。
- 湯川秀樹・小林稔共編 編『素粒子論』共立出版〈近代物理学全書〉、1951年。 - 「A.場の量子論」収録。
- 朝永振一郎・伏見康治編 編『理論物理学新講座』 第8巻、弘文堂、1953年。 - 「量子電磁力学 第1」、「S-行列の理論-量子電磁力学 第2」収録。
- 伏見康治『量子力学演習』共立出版〈共立全書〉、1955年。
- 『特別研修叢書』 昭和38年度、日本弁護士連合会、1964年。 - 「アインスタインの相対性理論と人工衛星」収録。
- 西山敏之共編 編『量子力学演習』共立出版〈共立全書〉、1965年。
- 山内恭彦、中野董夫共著『一般相対性および重力の理論』裳華房〈物理学選書 第10〉、1967年。
- 『機械文明の中の人間』 第1、大阪科学技術センター、1970年。 - 「物質の構造第2」収録。
- 『龍雄先生の冒険 回想の内山龍雄:一般ゲージ場理論の創始者』窮理舎、2019年。

## 翻訳書
- アインシュタイン『アインシュタイン選集』 2巻、共立出版、1970年。
- ヘルマン・ワイル『空間・時間・物質』（5版）講談社、1973年。
- シュレーディンガー『シュレーディンガー選集』 2巻、共立出版、1974年。
- W.パウリ『相対性理論』講談社、1974年。
- アインシュタイン『相対性理論』岩波書店〈岩波文庫〉、1988年11月。ISBN 4-00-339341-4。
- ヘルマン・ワイル『空間・時間・物質』 上、筑摩書房〈ちくま学芸文庫〉、2007年4月。ISBN 978-4-480-09061-4。
- ヘルマン・ワイル『空間・時間・物質』 下、筑摩書房〈ちくま学芸文庫〉、2007年4月。ISBN 978-4-480-09062-1。
- W.パウリ『相対性理論』 上、筑摩書房〈ちくま学芸文庫〉、2007年12月。ISBN 978-4-480-09119-2。
- W.パウリ『相対性理論』 下、筑摩書房〈ちくま学芸文庫〉、2007年12月。ISBN 978-4-480-09120-8。

## 栄典
- 勲二等旭日重光章